# Stazione di Kōnodai
La Stazione di Kōnodai (国府台駅?, Kōnodai-eki) è una stazione ferroviaria della città di Ichikawa, nella prefettura di Chiba, in Giappone, e servente la linea principale Keisei delle ferrovie Keisei.

## Linee
Ferrovie Keisei
● Linea principale Keisei

## Struttura
La stazione è dotata di due binari passanti su viadotto con due marciapiedi laterali.
| 1 | ■ Linea principale Keisei | per Aoto, Nippori, Keisei Ueno per Oshiage, linea Asakusa e linea Keikyū principale |
| 2 | ■ Linea principale Keisei | per Funabashi, Narita Aeroporto e Keisei-Chiba                                      |

## Stazioni adiacenti
| «                                 | Servizio                | »                       |
| Linea Keisei principale           | Linea Keisei principale | Linea Keisei principale |
| --------------------------------- | ----------------------- | ----------------------- |
| Edogawa                           | Locale                  | Ichikawa-Mama           |
| Tutti gli altri treni non fermano |                         |                         |